# Schoenicola
A Schoenicola a madarak osztályának verébalakúak (Passeriformes) rendjébe és a tücsökmadárfélék (Locustellidae) családjába tartozó nem.
Korábban egy szemétkosár-taxonba, az óvilági poszátafélék (Sylviidae) családjába sorolták, de az új besorolás szerint az új tücsökmadárfélék (Locustellidae) családba tartozik.

## Rendszerezés
A nembe az alábbi 2 faj tartozik:
- rövidcsőrű fűposzáta (Schoenicola brevirostris)
- rövidfarkú fűposzáta (Schoenicola platyurus)